# Wola Sernicka
Wola Sernicka (prononciation : [ˈvɔla sɛrˈnit͡ska]) est un village polonais de la gmina de Serniki dans le powiat de Lubartów de la voïvodie de Lublin dans l'est de la Pologne.
Il se situe à environ 2 kilomètres au nord de Serniki (siège de la gmina), 5 kilomètres à l'est de Lubartów (siège du powiat) et 24 kilomètres au nord de Lublin (capitale de la voïvodie).

## Histoire
De 1975 à 1998, le village est attaché administrativement à l'ancienne Voïvodie de Lublin.

Depuis 1999, il fait partie de la nouvelle voïvodie de Lublin.